# Liste der Einträge im National Register of Historic Places im Blount County (Alabama)
Die Liste der Registered Historic Places im Blount County in Alabama führt alle Bauwerke und historischen Stätten im Blount County auf, die in das National Register of Historic Places aufgenommen wurden.

## Aktuelle Einträge
| Lfd. Nr. | Name                         | Bild | Datum der Eintragung | Adresse/Lage                        | Ort       | ID-Nr.   | Beschreibung |
| -------- | ---------------------------- | ---- | -------------------- | ----------------------------------- | --------- | -------- | ------------ |
| 1        | Easley Covered Bridge        |      | 20. Aug. 1981        | Spans Dub Branch                    | Oneonta   | 81000125 |              |
| 2        | Horton Mill Covered Bridge   |      | 29. Dez. 1970        | 5 mi. (8 km) N of Oneonta on Rte. 3 | Oneonta   | 70000099 |              |
| 3        | Nectar Covered Bridge        |      | 20. Aug. 1981        | 8 mi. SW of Nectar                  | Nectar    | 81000124 |              |
| 4        | Robert G. Griffith Sr. House |      | 14. März 2000        | 1204 Cty. Rd. 25                    | Summit    | 00000143 |              |
| 5        | Swann Covered Bridge         |      | 20. Aug. 1981        | W of Cleveland                      | Cleveland | 81000123 |              |